# 佐々木満信
佐々木 満信（ささき みつのぶ）は、鎌倉時代後期の人物。
佐々木氏信の三男。